# Nobleit
Nobleitul este un foarte rar borat natural (mineral) cu formula chimică CaB6O9(OH)2·3H2O. 

## Descriere
A fost descoperit de geologul Levi F. Noble, în anul 1961, în Valea Morții, California, după a cărui nume a fost denumit. Acesta a fost identificat și în două localități din Chile și Argentina.